# 9121 Stefanovalentini
Tiểu hành tinh 9121 Stefanovalentini được phát hiện ngày 24 tháng 2 năm 1998 bởi Silvano Casulli ở Colleverde Observatory ở Ý. Nó là một tiểu hành tinh vành đai chính. Nó được đặt theo tên của nhà thiên văn học Stefano Valentini người Ý.